# Islam Bozbayev
Islam Bozbayev (en kazajo: Ислам Бозбаев; Temirtau, 11 de junio de 1991) es un deportista kazajo que compite en judo.
Ganó una medalla de plata en los Juegos Asiáticos de 2010 y cinco medallas en el Campeonato Asiático de Judo entre los años 2011 y 2022.

## Palmarés internacional
| Juegos Asiáticos    | Juegos Asiáticos       | Juegos Asiáticos  | Juegos Asiáticos |
| Año                 | Lugar                  | Medalla           | Categoría        |
| ------------------- | ---------------------- | ----------------- | ---------------- |
| 2010                | Cantón (China)         | 02 ! [ n 1 ]      | –81 kg           |
| Campeonato Asiático |                        |                   |                  |
| Año                 | Lugar                  | Medalla           | Categoría        |
| 2011                | Abu Dabi (EAU)         | Medalla de plata  | –81 kg           |
| 2013                | Bangkok (Tailandia)    | Medalla de bronce | –90 kg           |
| 2017                | Hong Kong (China)      | Medalla de plata  | –90 kg           |
| 2019                | Fujairah (EAU)         | Medalla de bronce | –90 kg           |
| 2022                | Nursultán (Kazajistán) | Medalla de plata  | –100 kg          |